# Zespół hipoplazji lewego serca
Zespół hipoplazji lewego serca (ang. Hypoplastic Left Heart Syndrome, HLHS) – wrodzona wada serca, polegająca na niewykształceniu prawidłowej lewej komory serca i aorty wstępującej, oraz niedorozwój zastawki aortalnej i mitralnej. Dziecko w okresie płodowym rozwija się w sposób prawidłowy, gdyż krwiobieg funkcjonuje z wyłączeniem płuc, a natlenowana krew jest dostarczana z organizmu matki. Po urodzeniu układ taki działa dzięki przetrwałemu przewodowi tętniczemu (PDA) łączącemu bezpośrednio tętnicę płucną z aortą.
Bez szybkiej interwencji kardiochirurgicznej wada ta jest wadą śmiertelną. W ciągu kilku dni po narodzinach dochodzi do śmierci dziecka ze względu na samoistne zamknięcie się przewodu tętniczego i niemożność dostarczenia natlenowanej krwi do organizmu.

Schemat serca z HLHS (po prawej), po lewej zdrowe serce

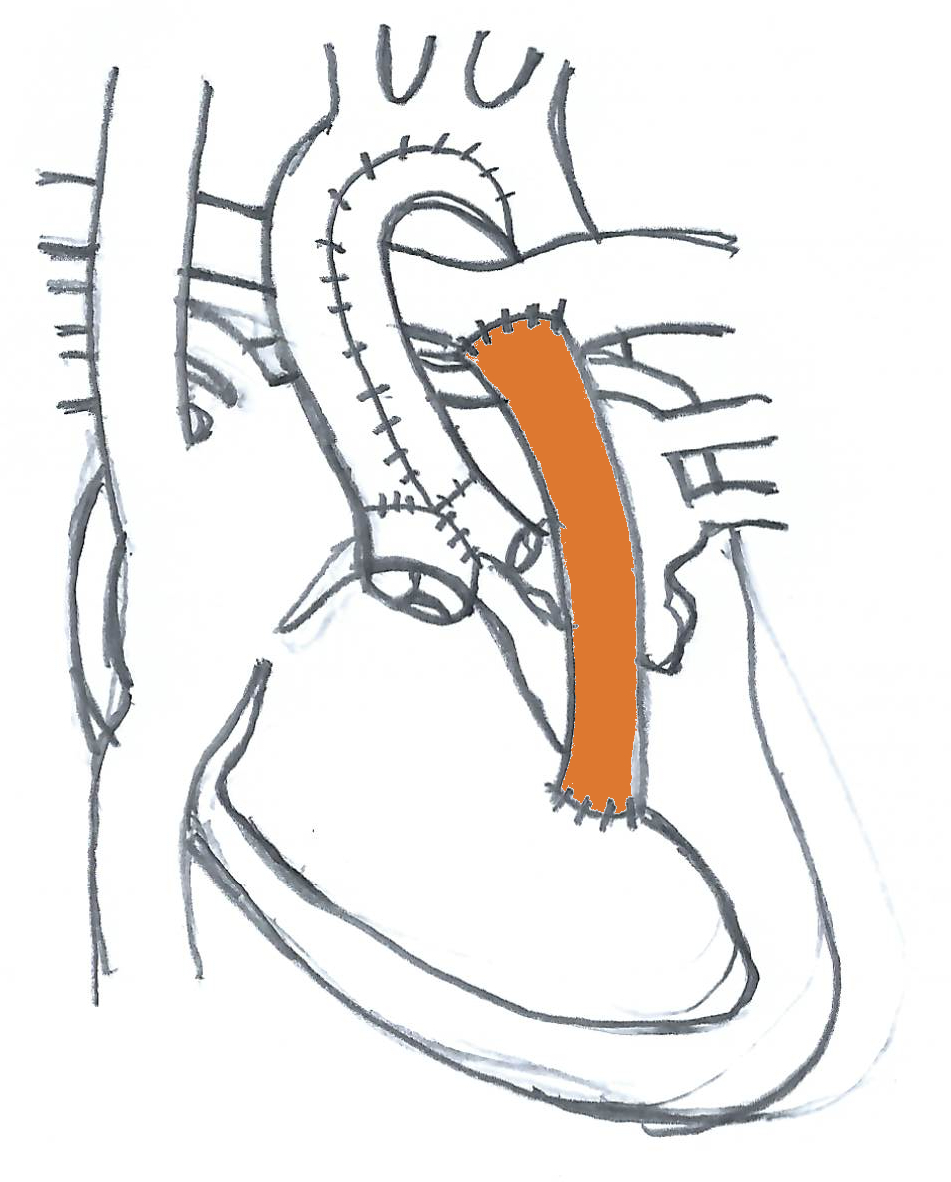
Schemat modyfikacji wg. Sano w HLHS po operacji Norwooda

## Etiologia
Przyczyna zespołu hipoplazji lewego serca jest nieznana, jednakże wyniki niedawnych badań wskazują na możliwy udział czynników genetycznych
Istnieje dowód na powiązanie wady z genem GJA1.

## Leczenie
Natychmiast po urodzeniu dziecku należy podać we wlewie ciągłym prostaglandyny zapobiegające zamknięciu się przewodu tętniczego, stanowiącego jedyną drogę łączącą krążenie systemowe z krążeniem płucnym.
Po ustabilizowaniu stanu dziecka, kardiochirurdzy przeprowadzają  wieloetapową korekcję chirurgiczną na otwartym sercu w głębokiej hipotermii z użyciem krążenia pozaustrojowego, tzw. operację Norwooda będącą pierwszym z trzech etapów leczenia HLHS. Przecina się pień płucny, którego dystalna część zostaje zamknięta łatą z tworzywa sztucznego, a przewód tętniczy zostaje podwiązany. W dalszej części operacji wytwarza się sztuczne połączenie, tzw. operację Blalocka-Taussig, najczęściej prawostronną, podczas której łączy się protezą naczyniową wykonaną z Goretexu prawą tętnicę płucną z aortą lub bezpośrednie połączenie  protezą naczyniową tętnicy płucnej z prawą komorą seca (modyfikacja Sano). Ubytek międzyprzedsionkowy jest poszerzany, a proksymalny odcinek tętnicy płucnej i hipoplastyczną aortę wstępującą zespala się z użyciem homograftu aortalnego, lub płucnego w celu wytworzenia neoaorty. W wyniku takiego połączenia prawa komora przestaje pompować krew do płuc. Cała krew jest tłoczona do aorty, a poprzez zespolenie również do tętnicy płucnej. Ze względu na mieszanie się krwi utlenowanej i nieutlenowanej dziecko przybiera charakterystyczny błękitny kolor będący efektem sinicy obwodowej. Operacja Norwooda jest operacją najbardziej radykalną, zmieniającą całkowicie funkcje serca oraz eliminującą tzw. krwiobieg płucny. Ze względu na zakres operacji oraz wiek dziecka jest operacją niosącą za sobą najwyższe zagrożenie dla małego pacjenta. W wyspecjalizowanych klinikach kardiochirurgicznych przeżywalność jest na poziomie 80% i stale się zwiększa ze względu na dokonywane modyfikacje.
Drugim etapem leczenia HLHS jest operacja hemi-Fontana lub operacja dwukierunkowego zespolenia Glenna. Wykonywana jest w wieku około 6 miesięcy. Polega na zamknięciu shuntu wytworzonego w pierwszym etapie oraz na odcięciu od prawego przedsionka serca górnej żyły głównej i połączenia jej bezpośrednio z tętnicą płucną. Dzięki różnicy ciśnień, jakie panują w organizmie dziecka, powrót krwi nieutlenowanej odbywa się bez wykorzystania serca jako pompy systemowej. Operacja zmniejsza obciążenie objętościowe prawej komory serca, ponieważ krew żylna z górnej połowy ciała płynie bezpośrednio do płuc zapewniając jednocześnie wystarczające utlenowanie krwi. Zamknięcie zespolenia systemowo-płucnego zmniejsza ryzyko rozwoju nadciśnienia płucnego. Po II etapie leczenia krew utlenowana miesza się jeszcze z krwią nieutlenowaną, przez co kolor skóry dziecka dalej zachowuje niebieskawy odcień. Natomiast zauważalne jest zmniejszenie się sinicy obwodowej.
W zależności od ośrodka kardiochirurgicznego i doświadczeń zebranych w trakcie prowadzenia pacjentów z HLHS, trzeci etap leczenia, operację Fontana przeprowadza się pomiędzy 18. miesiącem, a 5 r. ż. dziecka. Polega ona na odcięciu żyły głównej dolnej od prawego przedsionka i połączenia jej z tętnicą płucną. Operację tę wykonuje się w dwóch wariantach - zewnątrz lub wewnątrz sercową. Obecnie uważa się metodę zewnątrzsercową za korzystniejszą, ale III etap operacyjny jest konsekwencją wybranej przez operatora metody w trakcie II etapu leczenia. W przypadku zastosowania operacji hemi-Fontana stosuje się wewnątrz sercowe połączenie żyły głównej natomiast zewnątrz sercowe połączenie stosuje się w przypadku wcześniej zastosowanego dwukierunkowego zespolenia Glenna. W zależności od stanu dziecka operację Fontana wykonuje się z fenestracją, czyli wykonaniem otworu pomiędzy przedsionkami, przez który jeszcze krew utlenowana miesza się z nieutlenowaną (fenestrację zamyka się przezskórnie w odstępie czasu od operacji) lub w przypadku bardzo dobrych parametrów rezygnuje się z wykonania fenestracji i w takim przypadku zabieg ten rozdziela już całkowicie krążenie płucne od systemowego, dzięki czemu saturacja wzrasta do 95–99%.
W niektórych ośrodkach w tej wadzie zalecana jest transplantacja serca i przez cały czas oczekiwania na dawcę kontynuowane jest podawanie prostaglandyn. Z powodu ograniczonej ilości dawców ok. 20% dzieci oczekujących na przeszczep umiera. Przeżycia 5-letnie po wieloetapowej korekcji i przeszczepie są podobne (ok. 70%).